# Oki-Inseln
Die Oki-Inseln (jap. 隠岐諸島, Oki-shotō oder 隠岐の島, Oki-no-shima) sind eine Inselgruppe im Japanischen Meer, 40–80 km westlich der Küste der Insel Honshū. Sie sind heute als Landkreis Oki Teil der Präfektur Shimane. Zuvor waren sie die eigenständige Provinz Oki.
Der Flughafen Oki befindet sich in der Stadt Okinoshima auf Dōgo.

## Geografie
Die Inselgruppe besteht aus zwei Untergruppen, die durch den Dōgo-Kanal (島後水道, Dōgo-suidō) getrennt sind: Dōgo (島後, „Inselnhinteres“) im Osten mit der gleichnamigen Hauptinsel, sowie Dōzen (島前, „Inselnvorderes“) im Westen, mit den drei bewohnten Hauptinseln: Nakanoshima („mittlere Insel“), Nishinoshima („westliche Insel“) und Chiburi-jima.
Zu beiden Gruppen kommen zusätzlich noch etwa 180 Eilande.
| Name *                                      | Höhe [m]     | Koordinaten                      | Name                         | Höhe [m]    | Koordinaten                       |
| Dōzen-Gruppe                                | Dōzen-Gruppe | Dōzen-Gruppe                     | Dōgo-Gruppe                  | Dōgo-Gruppe | Dōgo-Gruppe                       |
| ------------------------------------------- | ------------ | -------------------------------- | ---------------------------- | ----------- | --------------------------------- |
| Nakanoshima (中ノ島)                        | 246,2        | 36° 5′ N, 133° 6′ O              | Dōgo (島後)                  | 607,7       | 36° 15′ N, 133° 17′ O             |
| Bepputate-jima (別府立島)                   | 37,0         | 36° 8′ 9″ N, 133° 2′ 37″ O       | Kuroshima (黒島)             |             | 36° 20′ 59″ N, 133° 16′ 16″ O     |
| Shishikatate-jima (シシカ立島)              | 47,0         | 36° 7′ 59″ N, 133° 3′ 17″ O      | Matsushima (松島)            | 66,0        | 36° 21′ 0″ N, 133° 16′ 35″ O      |
| Hanazu-jima (鼻津島)                        | 62,0         | 36° 8′ 6″ N, 133° 3′ 42″ O       | Okinoshima (沖ノ島)          | 45,0        | 36° 21′ 16″ N, 133° 16′ 38″ O     |
| Hoshinokami-shima (星神島)                  | 74,0         | 36° 9′ 13″ N, 133° 4′ 23″ O      | Shirashima (白島)            | 67,0        | 36° 21′ 10″ N, 133° 16′ 50″ O     |
| Kammuri-shima (冠島)                        | 94,0         | 36° 8′ 17″ N, 133° 5′ 30″ O      | Kojira-jima (小白島)         | 36,0        | 36° 21′ 1″ N, 133° 16′ 57″ O      |
| Mitsuke-jima (見付島)                       | 25,0         | 36° 6′ 23″ N, 133° 2′ 32″ O      | Nagashima (長島)             |             | 36° 20′ 41″ N, 133° 17′ 21″ O     |
| Kokatsura-shima (小桂島)                    | 13,0         | 36° 3′ 1″ N, 133° 0′ 3″ O        | Hokake-jima (帆掛島)         | 26,0        | 36° 20′ 35″ N, 133° 17′ 15″ O     |
| Ōkatsura-shima (大桂島)                     | 48,0         | 36° 2′ 54″ N, 133° 0′ 16″ O      | Suzume-jima (雀島)           |             | 36° 20′ 13″ N, 133° 17′ 30″ O     |
| Sewaki-minamikojima (瀬脇南小島)            |              | 36° 3′ 31″ N, 132° 57′ 14″ O     | Kamashima (釜島)             | 47,0        | 36° 19′ 47″ N, 133° 18′ 44″ O     |
| Ōgamitate-iwa (大神立岩)                    | 52,0         | 36° 4′ 55″ N, 132° 56′ 50″ O     | Eboshi-jima (烏帽子島)       |             | 36° 19′ 43″ N, 133° 18′ 42″ O     |
| Hira-jima (平島)                            |              | 36° 5′ 38,5″ N, 132° 57′ 58,5″ O | Koto-jima (琴島)             | 22,0        | 36° 19′ 41″ N, 133° 19′ 22″ O     |
| Kame-guri (亀礁)                            |              | 36° 5′ 56″ N, 132° 57′ 35″ O     | Dejima (出島)                |             | 36° 18′ 35″ N, 133° 19′ 39″ O     |
| Tenjōkai (天上界)                           |              | 36° 5′ 55″ N, 132° 57′ 47″ O     | Okinoshima (沖ノ島)          |             | 36° 18′ 31″ N, 133° 20′ 38″ O     |
| Onigashima (鬼ヶ島)                         | 23,0         | 36° 6′ 59″ N, 132° 58′ 54″ O     | Kuroshima (黒島)             |             | 36° 18′ 6″ N, 133° 20′ 42″ O      |
| Kuroshima (黒島)                            |              | 36° 7′ 10″ N, 132° 59′ 17″ O     | Ushirohira-jima (後平島)     | 7,0         | 36° 18′ 0″ N, 133° 21′ 16″ O      |
| Kame-jima (亀島)                            | 22,0         | 36° 6′ 59″ N, 132° 59′ 14″ O     | Nagashima (長島)             | 39,0        | 36° 18′ 0″ N, 133° 21′ 39″ O      |
| Tannakaya (たんなかや)                      |              | 36° 6′ 55″ N, 132° 59′ 36″ O     | Rōsoku-jima (ローソク島)     |             | 36° 17′ 53″ N, 133° 21′ 44″ O     |
|                                             |              |                                  | Koguri-jima (小黒島)         |             | 36° 17′ 57″ N, 133° 21′ 55″ O     |
| Nishinoshima (西ノ島)                       | 451,7        | 36° 5′ N, 133° 2′ O              | Ōguri-jima (大黒島)          |             | 36° 17′ 52″ N, 133° 22′ 0″ O      |
| Futamata-shima (二股島)                     | 72,6         | 36° 8′ 51″ N, 133° 7′ 23″ O      | Ōbana-jima (大鼻島)          |             | 36° 17′ 55″ N, 133° 22′ 18″ O     |
| Omori-shima (小森島)                        | 53,9         | 36° 7′ 41″ N, 133° 7′ 16″ O      | Sabu-jima (三峰島)           | 77,0        | 36° 17′ 48″ N, 133° 22′ 13″ O     |
| Oi-shima (オイシマ)                         |              | 36° 6′ 49″ N, 133° 7′ 33″ O      | Gatagata-jima (ガタガタ島)   |             | 36° 17′ 43,5″ N, 133° 21′ 48,5″ O |
| Ōmori-shima (大森島)                        | 154,8        | 36° 8′ 9″ N, 133° 10′ 30″ O      | Matsu-jima (松島)            |             | 36° 17′ 39″ N, 133° 21′ 44″ O     |
| Funashima (船島)                            | 2,0          | 36° 7′ 42″ N, 133° 11′ 2″ O      | Hira-jima (平島)             |             | 36° 17′ 35″ N, 133° 21′ 33″ O     |
| Sakai-guri (境礁)                           |              | 36° 7′ 39″ N, 133° 10′ 39″ O     | Hira-jima (平島)             | 4,0         | 36° 16′ 56″ N, 133° 21′ 59″ O     |
| Matsushima (松島)                           | 126,4        | 36° 6′ 23″ N, 133° 9′ 49″ O      | Tono-jima (殿島)             |             | 36° 16′ 53″ N, 133° 22′ 19″ O     |
| Hīgo-jima (ヒーゴ島)                        | 59,0         | 36° 4′ 9″ N, 133° 8′ 12″ O       | Kuroshima (黒島)             |             | 36° 16′ 50″ N, 133° 22′ 24″ O     |
| Kanatoko-iwa (金床岩)                       | 5,0          | 36° 4′ 14″ N, 133° 7′ 55″ O      | Matsushima (松島)            | 33,0        | 36° 16′ 46″ N, 133° 22′ 29″ O     |
| Ishima (居島)                               |              | 36° 4′ 9″ N, 133° 4′ 36″ O       | Kuroshima (黒島)             | 21,0        | 36° 16′ 17″ N, 133° 23′ 9″ O      |
| Kazurashima (カズラ島)                      | 22,0         | 36° 6′ 55″ N, 133° 5′ 8″ O       | Kabi-jima (カビ島)           |             | 36° 16′ 14″ N, 133° 23′ 26″ O     |
| Kamoshima (カモ島)                          |              | 36° 7′ 5″ N, 133° 5′ 21″ O       | Tsuru-shima (ツル島)         | 18,0        | 36° 15′ 36″ N, 133° 23′ 1″ O      |
| Saburō-iwa (三郎岩)                         | 36,0         | 36° 7′ 12″ N, 133° 5′ 45″ O      | Tsunome-jima (津ノ目島)      | 75,0        | 36° 15′ 3″ N, 133° 22′ 39″ O      |
|                                             |              |                                  | Okitsunome-jima (沖津ノ目島) | 48,0        | 36° 14′ 57″ N, 133° 22′ 53″ O     |
| Chiburi-jima (知夫里島)                     | 324,5        | 36° 1′ N, 133° 2′ O              | Tono-jima (殿島)             |             | 36° 14′ 2″ N, 133° 22′ 41″ O      |
| Suzushima (鈴島)                            | 15,0         | 36° 1′ 59″ N, 133° 0′ 43″ O      | Sazae-jima (サザエ島)        |             | 36° 13′ 46″ N, 133° 22′ 37″ O     |
| Udeshima (ウデ島)                           | 19,0         | 36° 1′ 56″ N, 133° 1′ 13″ O      | Tachima (立島)               |             | 36° 12′ 25″ N, 133° 22′ 14″ O     |
| Tawara-jima (表島)                          |              | 36° 1′ 59″ N, 133° 1′ 39″ O      | Ōgame-jima (大亀島)          | 31,0        | 36° 12′ 24″ N, 133° 20′ 51″ O     |
| Take-jima (竹島)                            | 50,0         | 36° 0′ 40″ N, 133° 4′ 27″ O      | Kogame-jima (小亀島)         |             | 36° 12′ 24″ N, 133° 20′ 44″ O     |
| Nei-jima (根イ島)                           | 24,0         | 36° 0′ 29″ N, 133° 4′ 16″ O      | Kyōgashima (京ヶ島)          |             | 36° 12′ 16″ N, 133° 20′ 41″ O     |
| Akashima (赤島)                             |              | 36° 0′ 7″ N, 133° 3′ 57″ O       | Hime-jima (姫島)             |             | 36° 11′ 46″ N, 133° 20′ 20,5″ O   |
| Kohaka-jima (小波加島)                      | 26,0         | 35° 59′ 56″ N, 133° 4′ 22″ O     | Kuroshima (黒島)             |             | 36° 10′ 9″ N, 133° 20′ 35″ O      |
| Ōhaka-jima (大波加島)                       | 78,0         | 35° 59′ 48″ N, 133° 4′ 40″ O     | Koguri-jima (コグリ島)       |             | 36° 10′ 23″ N, 133° 17′ 56″ O     |
| Watarigami (渡神)                           |              | 36° 0′ 11,5″ N, 133° 3′ 14″ O    | Nakanoshima (中ノ島)         | 25,0        | 36° 10′ 29″ N, 133° 17′ 34″ O     |
| Funashima (船島)                            | 14,0         | 36° 0′ 9″ N, 133° 3′ 5″ O        | Matsu-jima (松島)            | 16,0        | 36° 11′ 13″ N, 133° 16′ 52″ O     |
| Shimazu-shima (島津島)                      | 64,0         | 35° 59′ 53″ N, 133° 3′ 5″ O      | Azuki-jima (アヅキ島)        |             | 36° 10′ 41″ N, 133° 16′ 42″ O     |
| U-jima (鵜島)                               |              | 35° 59′ 53,5″ N, 133° 2′ 19″ O   | Matsu-jima (松島)            | 18,0        | 36° 9′ 28″ N, 133° 15′ 12″ O      |
| Asa-jima (浅島)                             | 30,0         | 35° 59′ 45″ N, 133° 2′ 23″ O     | Kamishima (神島)             | 25,0        | 36° 9′ 14″ N, 133° 15′ 18″ O      |
| Okinoshima (沖ノ島)                         |              | 35° 59′ 30″ N, 133° 2′ 3″ O      | Shijiki-shima (四敷島)       | 15,0        | 36° 9′ 25″ N, 133° 14′ 17″ O      |
| Otorii-jima (御鳥居島)                      |              | 35° 59′ 40″ N, 133° 1′ 53″ O     | Ōgata-jima (大潟島)          | 13,0        | 36° 9′ 50″ N, 133° 14′ 24″ O      |
| Kan-jima (神島)                             | 84,4         | 35° 59′ 37″ N, 133° 1′ 42″ O     | Uzu-shima (鵜図島)           | 82,4        | 36° 10′ 11″ N, 133° 13′ 53″ O     |
|                                             |              |                                  | Ombe-shima (音部島)          | 11,6        | 36° 10′ 42″ N, 133° 11′ 54″ O     |
| Nagu-saki (那久岬)                          |              | 36° 12′ 42″ N, 133° 10′ 54″ O    |                              |             |                                   |
| Hakoshima (箱島)                            |              | 36° 14′ 45″ N, 133° 11′ 16″ O    |                              |             |                                   |
| Moto-jima (元島)                            |              | 36° 14′ 59″ N, 133° 10′ 32″ O    |                              |             |                                   |
| Mitsu-iwa (三岩)                            |              | 36° 16′ 16″ N, 133° 11′ 11″ O    |                              |             |                                   |
| Benten-jima (弁天島)                        | 71,0         | 36° 17′ 2″ N, 133° 11′ 45″ O     |                              |             |                                   |
| Kojima (小島)                               |              | 36° 17′ 37,5″ N, 133° 11′ 35″ O  |                              |             |                                   |
| Yobose-guri (夜母瀬来)                      |              | 36° 18′ 5″ N, 133° 11′ 42″ O     |                              |             |                                   |
| Igai-jima (イガイ島)                        |              | 36° 18′ 16,5″ N, 133° 11′ 49″ O  |                              |             |                                   |
| Kuroshima (黒島)                            |              | 36° 18′ 16″ N, 133° 11′ 54,5″ O  |                              |             |                                   |
| Hira-jima (平島)                            |              | 36° 18′ 43,5″ N, 133° 12′ 30″ O  |                              |             |                                   |
| Rōsoku-tō (蝋燭島)                          |              | 36° 18′ 44″ N, 133° 12′ 39″ O    |                              |             |                                   |
| Teppō-iwa (鉄砲岩)                          |              | 36° 18′ 47″ N, 133° 12′ 50″ O    |                              |             |                                   |
| Base-jima (馬背島)                          |              | 36° 18′ 50″ N, 133° 12′ 52″ O    |                              |             |                                   |
| Tate-shima (立島)                           |              | 36° 18′ 55″ N, 133° 13′ 0″ O     |                              |             |                                   |
| Matsu-jima (松島)                           |              | 36° 18′ 52″ N, 133° 13′ 12″ O    |                              |             |                                   |
| Akashima (赤島)                             |              | 36° 18′ 53″ N, 133° 13′ 17″ O    |                              |             |                                   |
| Kuroshima (黒島)                            | 48,0         | 36° 20′ 5″ N, 133° 14′ 9″ O      |                              |             |                                   |
| Karte mit allen Koordinaten: OSM \| WikiMap |              |                                  |                              |             |                                   |

Die Inseln haben eine Gesamtfläche von 346,10 km² und eine Bevölkerungszahl von 19.247 (Stand: 1. März 2021).
Geologisch ähnelt das Alkaligestein der Inseln dem der Koreanischen Halbinsel bzw. der Vulkanzone des nordkoreanischen Paektusan. Dōgo besteht aus Alkalibasalt aus dem Miozän, das im Pleistozän als Horst herausgehoben wurde. Die rauere Oberfläche der Dōzen-Inseln wiederum besteht aus Trachybasalt aus dem Tertiär und ist äußeres Zeichen eines Somma-Vulkans mit den Inseln als Caldera und dem Takuhi-yama (焼火山, wörtlich: „brennender Vulkan“) auf Nishinoshima als zentralen Vulkankegel.
Das Klima wird stark vom Tsushima-Strom beeinflusst, so dass das Temperaturjahresmittel warme 14 °C beträgt. Der Jahresniederschlag beträgt wiederum 1750 mm.
Die Inseln und umgebenden Meeresgebiete gehören teils zum Daisen-Oki-Nationalpark. Zu den auf den Oki-Inseln endemischen Arten zählen die Amphibien Rana okiensis und Hynobius okiensis. Sie werden auf der Roten Liste Japans von 2020 als potenziell gefährdet bzw. gefährdet eingestuft.

## Geschichte

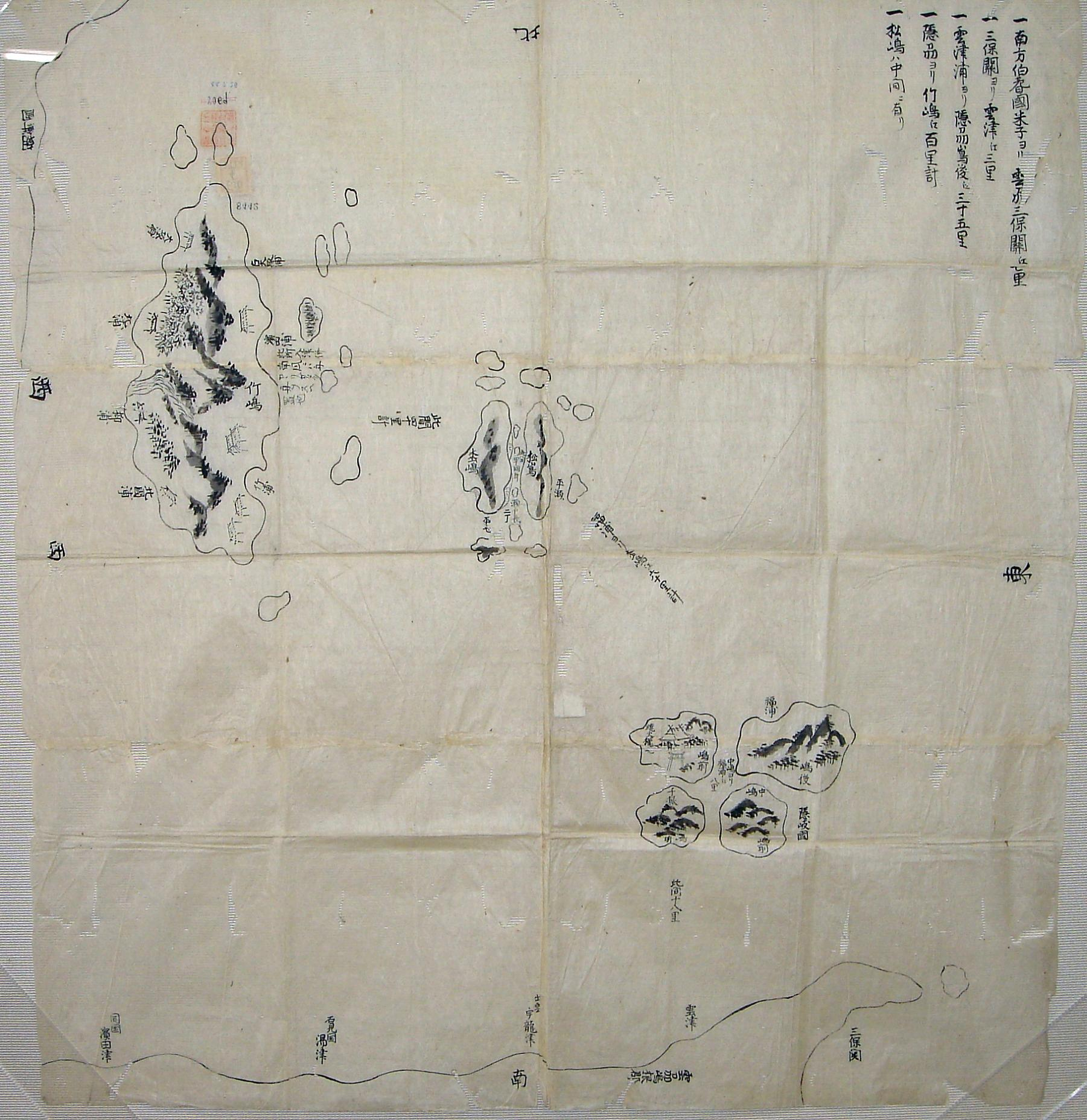
Japanische Karte von 1724. Oki-Inseln (rechts unten), Liancourt-Felsen (Mitte), Ulleungdo (links).

Im späten 7. Jahrhundert bildete Dōzen administrativ den Bezirk Ama (海評, Ama no kōri) und Dōgo den Bezirk Suki (次評, Suki no kōri). Nach der Reorganisation des japanischen Staatswesens im Taihō-Kodex wurden diese 702 ersetzt durch die Landkreise Ama (海部郡, Ama-gun) und Chibu (知夫郡, -gun) für Dōzen, sowie Suki (周吉郡, -gun) und Ochi (穏地郡, -gun) für Dōgo.
Wegen ihrer abgelegenen Lage dienten die Inseln als Exil, u. a. für die Kaiser Go-Toba 1221 und Go-Daigo 1331.
Im Mittelalter wurden die Inseln u. a. von den Sasaki, Kyōgoku und Amago beherrscht und waren dann während der Edo-Zeit Teil des Lehens Matsue.
1969 wurde alle Landkreise der Inseln zum Landkreis Oki vereinigt.

## Benennung
Im Altertum wurde das Gebiet Oki-no-kuni (Provinz Oki) genannt, und mit den chinesischen Schriftzeichen (Kanji) 隠岐國 geschrieben. Weitere Schreibweisen neben 隠岐 waren 意伎 und 隠伎. Nachdem das Provinzsystem geendet hatte, wurden die Inseln als Okinoshima (隠岐島) bekannt.
Im Laufe der Zeit wurden diese auch als 隠岐の島 geschrieben, mit der Partikel no in Hiragana, zumal die Schreibweise 隠岐島 auch als Oki-jima falsch gelesen werden kann. Okinoshima bedeutet „Die Inseln von Oki“, was wiederum teilweise als Oki-Insel (Oki Island) oder Okinoshima-Insel (Okinoshima Island) übersetzt wird, da das Japanische üblicherweise nicht zwischen Ein- und Mehrzahl unterscheidet. Daneben gibt es eine Vielzahl anderer Inseln in Japan die Okinoshima heißen wie die heilige Insel Okinoshima in Fukuoka, die jedoch andere Schriftzeichen – meist in der Bedeutung „abgelegene Insel“ – verwenden.
Die Einwohner der vier bewohnten Oki-Inseln nennen die Inselgruppe kurz auch nur Oki, sowie die jeweiligen Inseln nach deren Hauptorten, wie Chibu für Chiburijima, Ama für Nakanoshima und Saigō für Dōgo genannt, wobei die Stadt Saigō mit den anderen Dörfern auf der Insel 2004 zur neuen Stadt Okinoshima zusammengelegt wurde, die jedoch nicht die gesamte Inselgruppe umfasst.
Um Verwechslungen mit anderen Inseln in Japan zu verhindern, werden die vier bewohnten Oki-Inseln im Englischen manchmal als Oki-Dogo, Oki-Nishinoshima, Oki-Ama und Oki-Chibu bezeichnet.
Diese einzelnen Inselnamen werden auch in den internationalen Medien zusammen mit der lokalen Übersetzung für „Oki-Inseln“ verwendet, z. B. Oki Islands in Englisch, Îles Oki in Französisch usw.